# Feuertaufe
Der Ausdruck Feuertaufe bezeichnet in der Gegenwart eine zu bestehende Bewährungsprobe in einem Ernstfalltest. Früher benannte man mit dieser metaphorischen Redewendung – in Anlehnung an den Feuertod von Märtyrern – zunächst im Militärjargon des 19. Jahrhunderts die erste Teilnahme eines Soldaten an einem Gefecht.

## Ursprung
Der Märtyrertod wurde in Kirchenkreisen auch als Bluttaufe und – wenn er durch Verbrennen stattgefunden hatte – als Feuertaufe bezeichnet. Diese Art von Taufe sollte, wenn diese noch nicht stattgefunden hatte, jene ersetzen und sofort zur vollen Seligkeit führen.
Der Ausdruck stammt mit großer Wahrscheinlichkeit aus der Bibel. Dort sagt bei Mt 3,11  Johannes der Täufer, dass bald einer kommen werde, der „wird euch mit dem Heiligen Geist und mit Feuer taufen“. Das Symbol des Feuers wird häufig in der Bibel für einen inneren Reinigungsprozess verwendet.

## Verwendung
Die Bezeichnung Feuertaufe im militärischen Zusammenhang kam mit der Verwendung von Schusswaffen (Kanonen, Flinten) in bewaffneten Auseinandersetzungen auf und beschreibt in euphemistischer Form den erstmaligen Einsatz von Soldaten oder freiwilligen Kampfteilnehmern im Feuer, also im direkten Kampfgeschehen und bei Feuergefechten. In Biografien von Militärpersonen ist immer wieder die Formulierung seine Feuertaufe erhielt er in X bei der Schlacht von Y zu finden. Auch ganze Regimenter wurden von Generälen in die Feuertaufe geschickt.
Später wurde der Begriff der Feuertaufe auch auf Fahrzeuge (Crashtest, Elchtest), speziell Schiffe und Flugzeuge (Controlled Impact Demonstration) übertragen. Seit vielen Jahren werden auch nichtmilitärische Ersteinsätze als Feuertaufe im Sinne von Bewährungsprobe verstanden.

## Weitere Verwendungen
Filmtitel
- Tatort: Feuertaufe, Fernsehfilm der Tatort-Reihe.
- Die Feuertaufe (Kent), Roman über Richard Bolitho, Fähnrich zur See, von Alexander Kent.
- Die Feuertaufe (Gaidar), Roman von Arkadi Petrowitsch Gaidar (auch als: Die Schule des Lebens).
- Feuertaufe. Der Film vom Einsatz unserer Luftwaffe in Polen, deutscher Propagandafilm von 1940.
- Feuertaufe, sowjetisches Kriegsdrama aus dem Jahr 1954.
- Feuertaufe (1956), US-Kriegsfilm von 1956 (Originaltitel Between Heaven And Hell).
- Walker, Texas Ranger: Feuertaufe, Fernsehfilm von 2005
- Baptism of Fire, US-Film (1943)

Weiteres
- Linda Grant DePauw: Baptism of Fire. Minerva Center 1993.
- Andrzej Sapkowski: Feuertaufe, Roman der Geralt-Saga.
- Die Feuertaufe, Roman der Star-Wars-Serie.
- Als Feuertaufe bezeichnete eine religiöse Sekte um 1800, die Morelschiki („die sich selbst Aufopfernden“), ihren Suizid, indem sie einzeln oder in größerer Zahl den Feuertod („Feuertaufe“) durch Anzünden eines Hauses oder Verbrennen in einer Grube erwählten und als eine gottgefällige Handlung priesen.[2][3]
- Peter Hoover: Feuertaufe. Das radikale Leben der Täufer, Buch über die Täuferbewegung im 16. Jahrhundert.